# Internationaler Rosentestgarten Portland

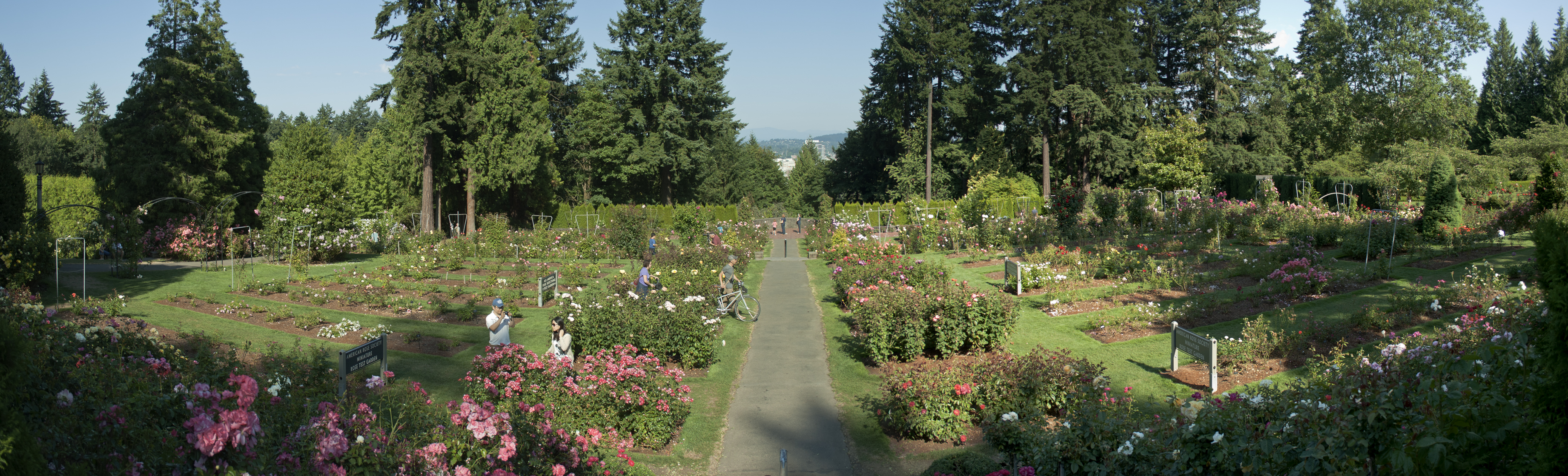
Blick in den Internationalen Rosentestgarten Portland

Der International Rose Test Garden ist ein Versuchsgarten für Rosen im Washington Park in Portland, Oregon, USA. Er beherbergt über 10.000 Rosenbüsche aus etwa 650 verschiedenen Sorten. Die Rosen blühen von April bis Oktober, wobei die Hauptblütezeit je nach Wetter im Juni liegt. Neue Rosenzüchtungen aus aller Welt werden regelmäßig in den Garten geschickt und anhand verschiedener Merkmale bewertet, darunter Krankheitsresistenz, Blütenform, Farbe und Duft. Der Garten ist der älteste kontinuierlich betriebene öffentliche Rosentestgarten in den Vereinigten Staaten und ein Symbol für Portlands Spitznamen „Stadt der Rosen“. Jährlich zieht er schätzungsweise 700.000 Besucher an.

## Geschichte
Im Jahr 1915 überzeugte Jesse A. Currey, Präsident der Rose Society von Portland und Sonntagsredakteur des Oregon Journal, die Stadtverwaltung davon, einen Rosentestgarten einzurichten. Dieser sollte während des Ersten Weltkriegs als sicherer Zufluchtsort für in Europa gezüchtete Hybridrosen dienen. Rosenliebhaber befürchteten, dass diese einzigartigen Pflanzen durch die Bombenangriffe zerstört würden. Das zuständige Amt (Portland Parks & Recreation) genehmigte die Idee im Jahr 1917, und Anfang 1918 begannen Züchter aus England, Rosen nach Portland zu schicken.
Ein Jahrzehnt bevor der Testgarten vorgeschlagen wurde, waren ca. 32 Kilometer (20 Meilen) von Portlands Straßen anlässlich der Lewis-und-Clark-Jubiläumsausstellung im Jahr 1905 mit Rosensträuchern gesäumt worden. Bereits damals war Portland als „Stadt der Rosen“ bekannt, und der Testgarten sollte diesen Ruf als internationales Zentrum für den Rosenanbau weiter festigen.
Anfang 1918 begann der Garten, Pflanzen von Züchtern aus England und Irland sowie aus Los Angeles, Washington und dem Osten der Vereinigten Staaten zu erhalten. Im Jahr 1921 wurde Florence Holmes Gerke, die Landschaftsarchitektin der Stadt Portland, mit der Gestaltung des International Rose Test Garden und des Amphitheaters beauftragt. Der Garten wurde im Juni 1924 eingeweiht. Jesse A. Currey wurde zum ersten Rosenkurator des Gartens ernannt und bekleidete diese Position bis zu seinem Tod im Jahr 1927. Seit 1940 ist der Rosengarten einer der offiziellen Testgärten für die inzwischen als All-America Rose Selections bekannten Auszeichnungen.
Ursprünglich erstreckte sich der Garten über etwa einen Häuserblock und lag zwischen einem Spielplatz und einem Elchgehege. Ein Parkplatz ersetzte den ursprünglichen Rosengarten, als dieser 1928 an seinen heutigen Standort verlegt wurde. In den 1950er Jahren wurde der Garten erweitert, nachdem der Zoo des Washington Parks an seinen aktuellen Standort umzog.
Die Auszeichnung „Portland’s Best Rose“ wurde 1996 ins Leben gerufen. Rosenexperten aus der ganzen Welt nehmen an einem eintägigen Bewertungsverfahren im Juni teil und wählen an diesem Tag die beste Rose aus Tausenden von Einsendungen. Portland ist nach wie vor die einzige Stadt in Nordamerika, die eine solche Auszeichnung vergibt.
Bis 2013 war die Sammlung des Gartens auf über 10.000 Rosenbüsche aus mehr als 650 Sorten angewachsen und verändert sich stetig.

## Besonderheiten

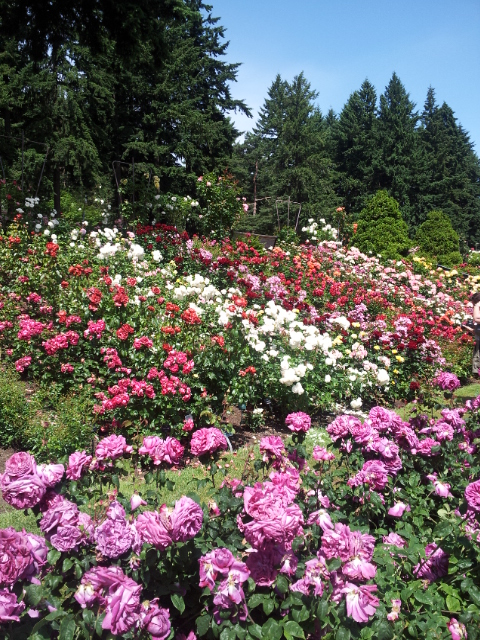
Der Garten in 2013

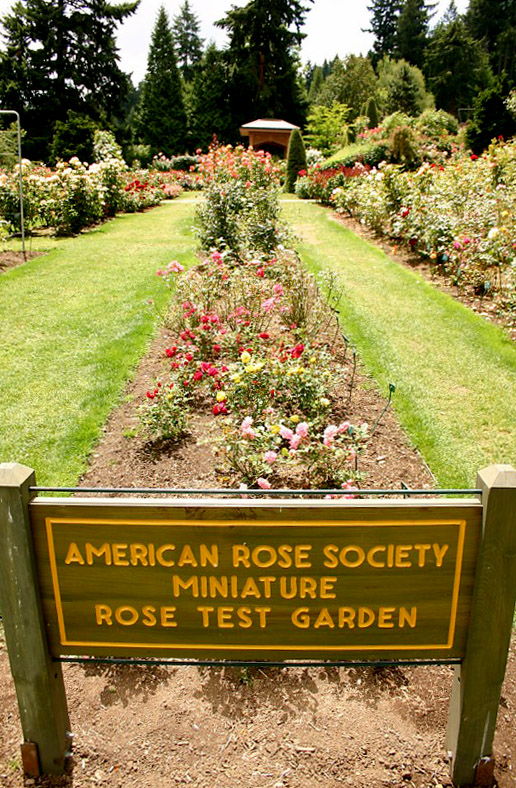
The American Rose Society's miniatur Testgarten

Der International Rose Test Garden erstreckt sich über 4,5 Acres (18.000 m²) auf mehreren terrassenförmigen Ebenen mit Blick auf die Innenstadt von Portland, den Willamette River und East Portland. An klaren Tagen bietet sich ein spektakulärer Ausblick auf die Kaskadenkette, wobei der Mount Hood besonders hervorsticht.
Ein besonderes Merkmal des Gartens ist der Queens Walk, ein gepflasterter Weg am Fuße des Gartens. Entlang dieses Weges befinden sich Bronzeplaketten mit den handschriftlichen Namen und dem Jahr jeder Rosenkönigin des „Rose Festivals“ seit 1907. Die Plaketten waren ursprünglich im Lambert Gardens in der Nähe des Reed College angebracht, wurden jedoch in den frühen 1950er Jahren in den International Rose Test Garden verlegt.
Die Rosen und anderen Bepflanzungen werden von drei festangestellten Mitarbeitern sowie Dutzenden von Freiwilligen gepflegt. Der Garten ist einer von elf American Garden Rose Selections-Teststandorten in den Vereinigten Staaten.
Rosenzüchter und -händler aus der ganzen Welt spenden dem Garten jährlich etwa 2.500 Rosen. Manchmal erhält der Garten neue Rosensorten ein oder zwei Jahre, bevor diese auf den Markt kommen, aber die meisten Rosen im Garten sind kommerziell erhältlich.
Der Garten verfügt außerdem über ein Inventarsystem, das die Namen und Standorte aller Rosen verzeichnet, sodass Besucher sich leicht über die verschiedenen Sorten informieren können.
Der Rose Garden Store wurde am 1. Mai 2000 eröffnet und bietet Bücher, Merchandising-Artikel und Gartenbedarf mit Rosenbezug zum Verkauf an.
Der Garten umfasst außerdem ein Amphitheater, das zusammen mit dem ursprünglichen Garten entworfen wurde. Es dient als Veranstaltungsort für zahlreiche Events im Jahr, vor allem für klassische Konzerte und gelegentlich Theateraufführungen. Bei gutem Wetter ist das Amphitheater ein beliebter Ort für Picknicks und Frisbee-Spiele.
Die Frank E. Beach Memorial Fountain (offiziell „Water Sculpture“ genannt) ist eine abstrakte Edelstahlskulptur mit Springbrunnen entlang der Hauptpromenade. Sie wurde von dem Künstler Lee Kelly aus Oregon entworfen und 1975 eingeweiht. Der Brunnen ehrt Frank Edwin Beach (1853–1934), der Portland den Spitznamen „City of Roses“ gab und den jährlichen Rose Festival erstmals vorschlug.
Die Royal Rosarian-Statue zeigt einen Royal Rosarian, der seinen Hut zieht. Sie wurde von dem amerikanischen Künstler Bill Bane geschaffen und 2011 eingeweiht.
Der American Garden Rose Selection (AGRS)-Testgarten erstreckt sich über zwei Terrassen des Rosengartens. Die getesteten Rosen sind durch Nummern statt Namen gekennzeichnet und werden über einen Zeitraum von zwei Jahren anhand mehrerer Kriterien bewertet, bevor sie beurteilt werden.
Der Gold Award Garden, der 1970 eingeweiht wurde, präsentiert preisgekrönte Rosen aus dem AGRS-Testgarten.
Der Garten umfasst zudem einen Pavillon, der 1991 hinzugefügt wurde, sowie eine Ehrenmauer, die den früheren Präsidenten der Portland Rose Society gewidmet ist. Der Bereich ist ein beliebter Ort für Hochzeiten.
Der Royal Rosarian Garden zeigt Rosen, die den früheren Premierministern der Royal Rosarians gewidmet sind, einer zivilen Gruppe, die als offizielle Begrüßer und Botschafter der Stadt Portland fungiert und bei vielen Veranstaltungen des Rose Festivals mitwirkt. Der Garten enthält auch eine Steinbank zu Ehren von Jesse Currey.
Viele der Rosen im Royal Rosarian Garden sind mittlerweile nicht mehr kommerziell erhältlich.
Der Miniature Rose Garden, der 1975 gegründet wurde, dient als Testgelände zur Bestimmung, welche Miniaturrosen auf den Markt kommen (Markttauglichkeitserprobung). Er ist einer von nur acht Miniaturrosentestgärten der American Rose Society.
Die nationalen jährlichen Gewinner der American Rose Society werden in der Mitte des Gartens entlang des zentralen Gangs ausgestellt.
Der Shakespeare Garden wurde 1943 von der Shakespeare Society gespendet. Ursprünglich enthielt der Garten Pflanzen, die in den Werken von William Shakespeare erwähnt wurden. Im Laufe der Zeit hat sich der Garten jedoch weiterentwickelt und wurde mit Sommerblumen, tropischen Pflanzen, ganzjährigen Sträuchern und Rosen bepflanzt.
Die Rosen im Garten sind nach Figuren aus Shakespeares Stücken benannt. Der Shakespeare Garden, umfasst einen formellen Gehweg sowie einen erhöhten Sitzbereich, der den Besuchern einen schönen Ausblick auf die Pflanzen und die Umgebung bietet.